# Aleksandr Kulinitš
Aleksandr Kulinitš (* 24. Mai 1992 in Tallinn) ist ein estnischer Fußballspieler. Der Abwehrspieler war auch Jugendnationalspieler.

## Karriere

### Verein
Aleksandr Kulinitš begann seine Laufbahn in der estnischen Hauptstadt beim Tallinna JK. Von dort aus kam er im Jahr 2006 zum FC Levadia Tallinn. Nachdem er dort zunächst in der Jugend gespielt hatte, debütierte Kulinitš im Jahr 2008 erstmals in der Zweiten Mannschaft in der Esiliiga. Am 2. Spieltag der Saison 2008 im Spiel gegen den FC Valga Warrior wurde dieser nach 69. Spielminuten für Dmitri Larin eingewechselt. Drei Jahre später debütierte er für das Profiteam in der Meistriliiga Saison 2011. Gegen den FC Ajax Lasnamäe kam er in der 24. Spielminute für Igor Morozov der Verletzt ausgewechselt werden musste. Mit Levadia konnte Kulinitš im Jahr 2012 mit dem Estnischen Pokal den ersten Titel in seiner Karriere gewinnen.

### Nationalmannschaft
Seine ersten Internationalen Einsätze für Estland machte der Abwehrspieler für die U-17 im Jahr 2007. Es folgten weitere Junioren-Länderspiele in den Altersklassen der U-18, U-19 und seit dem Jahr 2012 auch in der U-21. Das Debüt in der U-21 gab er bei einer 0:1-Heimniederlage im Spiel gegen Spanien in der A. Le Coq Arena eine Woche nach seinem 20. Geburtstag.

## Erfolge
- Estnischer Meister: 2014, 2016
- Estnischer Fußballpokal: 2012, 2017, 2023
- Estnischer Supercup: 2017, 2019[4]